# Służów
Służów – wieś w Polsce, położona w województwie świętokrzyskim, w powiecie buskim, w gminie Busko-Zdrój.
| SIMC    | Nazwa           | Rodzaj     |
| ------- | --------------- | ---------- |
| 0232874 | Służów Drugi    | część wsi  |
| 0232880 | Służów Mały     | przysiółek |
| 0232897 | Służów Pierwszy | część wsi  |

Był wsią klasztoru norbertanek buskich w województwie sandomierskim w ostatniej ćwierci XVI wieku. W latach 1975–1998 miejscowość administracyjnie należała do województwa kieleckiego.